# Liste der Olympiasieger im Rudern/Medaillengewinner
Diese Liste ist Teil der Liste der Olympiasieger im Rudern. Sie führt sämtliche Medaillengewinner in Wettbewerben im Rudern bei Olympischen Sommerspielen auf. Gegliedert ist sie nach aktuellen und nicht mehr ausgetragenen Disziplinen sowie nach Bootsklassen.

## Aktuelle Disziplinen

### Einer
| Olympia  | Gold                | Silber              | Bronze                            |
| -------- | ------------------- | ------------------- | --------------------------------- |
| [1] 1900 | Hermann Barrelet    | André Gaudin        | St George Ashe                    |
| 1904     | Frank Greer         | James Juvenal       | Constance Titus                   |
| [2] 1906 | Gaston Delaplane    | Joseph Larran       | nicht vergeben                    |
| 1908     | Harry Blackstaffe   | Alexander McCulloch | Bernhard von Gaza Károly Levitzky |
| 1912     | William Kinnear     | Polydore Veirman    | Everard Butler Mart Kuusik        |
| 1920     | John B. Kelly sr.   | Jack Beresford      | Darcy Hadfield                    |
| 1924     | Jack Beresford      | William Gilmore     | Josef Schneider                   |
| 1928     | Henry Pearce        | Kenneth Myers       | David Collet                      |
| 1932     | Henry Pearce        | William Miller      | Guillermo Douglas                 |
| 1936     | Gustav Schäfer      | Josef Hasenöhrl     | Daniel Barrow                     |
| 1948     | Mervyn Wood         | Eduardo Risso       | Romolo Catasta                    |
| 1952     | Juri Tjukalow       | Mervyn Wood         | Teodor Kocerka                    |
| 1956     | Wjatscheslaw Iwanow | Stuart MacKenzie    | John B. Kelly jr.                 |
| 1960     | Wjatscheslaw Iwanow | Achim Hill          | Teodor Kocerka                    |
| 1964     | Wjatscheslaw Iwanow | Achim Hill          | Gottfried Kottmann                |
| 1968     | Jan Wienese         | Jochen Meißner      | Alberto Demiddi                   |
| 1972     | Juri Malyschew      | Alberto Demiddi     | Wolfgang Güldenpfennig            |
| 1976     | Pertti Karppinen    | Peter-Michael Kolbe | Joachim Dreifke                   |
| 1980     | Pertti Karppinen    | Wassili Jakuscha    | Peter Kersten                     |
| 1984     | Pertti Karppinen    | Peter-Michael Kolbe | Robert Mills                      |
| 1988     | Thomas Lange        | Peter-Michael Kolbe | Eric Verdonk                      |
| 1992     | Thomas Lange        | Václav Chalupa      | Kajetan Broniewski                |
| 1996     | Xeno Müller         | Derek Porter        | Thomas Lange                      |
| 2000     | Rob Waddell         | Xeno Müller         | Marcel Hacker                     |
| 2004     | Olaf Tufte          | Jüri Jaanson        | Iwo Janakiew                      |
| 2008     | Olaf Tufte          | Ondřej Synek        | Mahé Drysdale                     |
| 2012     | Mahé Drysdale       | Ondřej Synek        | Alan Campbell                     |
| 2016     | Mahé Drysdale       | Damir Martin        | Ondřej Synek                      |
| 2020     | Stefanos Douskos    | Kjetil Borch        | Damir Martin                      |
| 2024     | Oliver Zeidler      | Jauhen Salaty       | Simon van Dorp                    |

### Doppelzweier
| Olympia | Gold                                                 | Silber                                             | Bronze                                             |
| ------- | ---------------------------------------------------- | -------------------------------------------------- | -------------------------------------------------- |
| 1904    | Vereinigte Staaten John Mulcahy William Varley       | Vereinigte Staaten Jamie McLoughlin John Hoben     | Vereinigte Staaten Joseph Ravannack John Wells     |
| 1920    | Vereinigte Staaten Paul Costello John B. Kelly       | Italien Pietro Annoni Erminio Dones                | Frankreich Gaston Giran Alfred Plé                 |
| 1924    | Vereinigte Staaten Paul Costello John B. Kelly       | Frankreich Marc Detton Jean-Pierre Stock           | Schweiz Rudolf Bosshard Heinrich Thoma             |
| 1928    | Vereinigte Staaten Paul Costello Charles McIlvaine   | Kanada Joseph Wright John Guest                    | Österreich Leo Losert Viktor Flessl                |
| 1932    | Vereinigte Staaten Kenneth Myers William Gilmore     | Deutsches Reich Herbert Buhtz Gerhard Boetzelen    | Kanada Charles Edward Pratt Noël de Mille          |
| 1936    | Großbritannien Jack Beresford Leslie Southwood       | Deutsches Reich Willi Kaidel Joachim Pirsch        | Polen Roger Verey Jerzy Ustupski                   |
| 1948    | Großbritannien Richard Burnell Bertram Bushnell      | Dänemark Ebbe Parsner Aage Larsen                  | Uruguay William Jones Juan Rodríguez               |
| 1952    | Argentinien Tranquilo Cappozzo Eduardo Guerrero      | Sowjetunion Georgi Schilin Igor Jemtschuk          | Uruguay Miguel Seijas Juan Rodríguez               |
| 1956    | Sowjetunion Alexander Berkutow Juri Tjukalow         | Vereinigte Staaten Bernard Costello James Gardiner | Australien Murray Riley Mervyn Wood                |
| 1960    | Tschechoslowakei Václav Kozák Pavel Schmidt          | Sowjetunion Alexander Berkutow Juri Tjukalow       | Schweiz Ernst Hürlimann Rolf Larcher               |
| 1964    | Sowjetunion Oleg Tjurin Boris Dubrowski              | Vereinigte Staaten Seymour Cromwell James Storm    | Tschechoslowakei Vladimír Andrs Pavel Hofmann      |
| 1968    | Sowjetunion Anatoli Sass Alexander Timoschinin       | Niederlande Henricus Droog Leendert van Dis        | Vereinigte Staaten John Nunn William Maher         |
| 1972    | Sowjetunion Alexander Timoschinin Gennadi Korschikow | Norwegen Frank Hansen Svein Thøgersen              | DDR Joachim Böhmer Hans-Ulrich Schmied             |
| 1976    | Norwegen Frank Hansen Alf Hansen                     | Großbritannien Christopher Baillieu Michael Hart   | DDR Hans-Ulrich Schmied Jürgen Bertow              |
| 1980    | DDR Joachim Dreifke Klaus Kröppelien                 | Jugoslawien Zoran Pančić Milorad Stanulov          | Tschechoslowakei Zdeněk Pecka Václav Vochoska      |
| 1984    | Vereinigte Staaten Brad Alan Lewis Paul Enquist      | Belgien Pierre-Marie Deloof Dirk Crois             | Jugoslawien Zoran Pančić Milorad Stanulov          |
| 1988    | Niederlande Nico Rienks Ronald Florijn               | Schweiz Beat Schwerzmann Ueli Bodenmann            | Sowjetunion Oleksandr Martschenko Wassili Jakuscha |
| 1992    | Australien Stephen Hawkins Peter Antonie             | Österreich Arnold Jonke Christoph Zerbst           | Niederlande Nico Rienks Henk-Jan Zwolle            |
| 1996    | Italien Agostino Abbagnale Davide Tizzano            | Norwegen Steffen Størseth Kjetil Undset            | Frankreich Frédéric Kowal Samuel Barathay          |
| 2000    | Slowenien Luka Špik Iztok Čop                        | Norwegen Olaf Tufte Fredrik Bekken                 | Italien Giovanni Calabrese Nicola Sartori          |
| 2004    | Frankreich Sébastien Vieilledent Adrien Hardy        | Slowenien Luka Špik Iztok Čop                      | Italien Rossano Galtarossa Alessio Sartori         |
| 2008    | Australien David Crawshay Scott Brennan              | Estland Tõnu Endrekson Jüri Jaanson                | Großbritannien Matthew Wells Stephen Rowbotham     |
| 2012    | Neuseeland Nathan Cohen Joseph Sullivan              | Italien Alessio Sartori Romano Battisti            | Slowenien Luka Špik Iztok Čop                      |
| 2016    | Kroatien Martin Sinković Valent Sinković             | Litauen Mindaugas Griškonis Saulius Ritter         | Norwegen Kjetil Borch Olaf Tufte                   |
| 2020    | Frankreich Hugo Boucheron Matthieu Androdias         | Niederlande Melvin Twellaar Stef Broenink          | Volksrepublik China Liu Zhiyu Zhang Liang          |
| 2024    | Rumänien Andrei Cornea Marian Enache                 | Niederlande Melvin Twellaar Stef Broenink          | Irland Daire Lynch Philip Doyle                    |

### Zweier ohne Steuermann
| Olympia | Gold                                               | Silber                                                 | Bronze                                                                          |
| ------- | -------------------------------------------------- | ------------------------------------------------------ | ------------------------------------------------------------------------------- |
| 1904    | Vereinigte Staaten Robert Farnan Joseph Ryan       | Vereinigte Staaten John Mulcahy William Varley         | Vereinigte Staaten John Joachim John Joseph Buerger                             |
| 1908    | Großbritannien John Fenning Gordon Thomson         | Großbritannien George Fairbairn Philip Verdon          | Kanada Frederick Toms Norway Jackes Deutsches Reich Martin Stahnke Willy Düskow |
| 1924    | Niederlande Teun Beijnen Willy Rösingh             | Frankreich Maurice Bouton Georges Piot                 | nicht vergeben                                                                  |
| 1928    | Deutsches Reich Kurt Moeschter Bruno Müller        | Großbritannien Terence O’Brien Robert Nisbet           | Vereinigte Staaten Paul McDowell John Schmitt                                   |
| 1932    | Großbritannien Lewis Clive Hugh Edwards            | Neuseeland Cyril Stiles Frederick Thompson             | Polen Henryk Budziński Jan Krenz-Mikołajczak                                    |
| 1936    | Deutsches Reich Willi Eichhorn Hugo Strauß         | Dänemark Harry Larsen Richard Olsen                    | Argentinien Horacio Podestá Julio Curatella                                     |
| 1948    | Großbritannien John Wilson Ran Laurie              | Schweiz Hans Kalt Josef Kalt                           | Italien Felice Fanetti Bruno Boni                                               |
| 1952    | Vereinigte Staaten Charles Logg Thomas Price       | Belgien Michel Knuysen Robert Baetens                  | Schweiz Kurt Schmid Hans Kalt                                                   |
| 1956    | Vereinigte Staaten James Fifer Duvall Hecht        | Sowjetunion Igor Buldakow Wiktor Iwanow                | Österreich Josef Kloimstein Alfred Sageder                                      |
| 1960    | Sowjetunion Walentin Boreiko Oleg Golowanow        | Österreich Josef Kloimstein Alfred Sageder             | Finnland Veli Lehtelä Toimi Pitkänen                                            |
| 1964    | Kanada George Hungerford Roger Jackson             | Niederlande Steven Blaisse Ernst Veenemans             | Deutschland Michael Schwan Wolfgang Hottenrott                                  |
| 1968    | DDR Jörg Lucke Heinz-Jürgen Bothe                  | Vereinigte Staaten Lawrence Hough Philip Johnson       | Dänemark Peter Fich Christiansen Ib Ivan Larsen                                 |
| 1972    | DDR Siegfried Brietzke Wolfgang Mager              | Schweiz Heinrich Fischer Alfred Bachmann               | Niederlande Roelof Luynenburg Rudolf Stokvis                                    |
| 1976    | DDR Jörg Landvoigt Bernd Landvoigt                 | Vereinigte Staaten Calvin Coffey Mike Staines          | BR Deutschland Peter van Roye Thomas Strauß                                     |
| 1980    | DDR Jörg Landvoigt Bernd Landvoigt                 | Sowjetunion Juri Pimenow Nikolai Pimenow               | Großbritannien Charles Wiggin Malcolm Carmichael                                |
| 1984    | Rumänien Petru Iosub Valer Toma                    | Spanien Fernando Climent Huerta Luis María Lasúrtegui  | Norwegen Hans Magnus Grepperud Sverre Løken                                     |
| 1988    | Großbritannien Andrew Holmes Steven Redgrave       | Rumänien Dănuț Dobre Dragoș Neagu                      | Jugoslawien Sadik Mujkič Bojan Prešern                                          |
| 1992    | Großbritannien Steven Redgrave Matthew Pinsent     | Deutschland Colin von Ettingshausen Peter Hoeltzenbein | Slowenien Iztok Čop Denis Žvegelj                                               |
| 1996    | Großbritannien Steven Redgrave Matthew Pinsent     | Australien David Weightman Robert Scott                | Frankreich Michel Andrieux Jean-Christophe Rolland                              |
| 2000    | Frankreich Michel Andrieux Jean-Christophe Rolland | Vereinigte Staaten Ted Murphy Sebastian Bea            | Australien Matthew Long James Tomkins                                           |
| 2004    | Australien Drew Ginn James Tomkins                 | Kroatien Siniša Skelin Nikša Skelin                    | Südafrika Donovan Cech Ramon di Clemente                                        |
| 2008    | Australien Drew Ginn Duncan Free                   | Kanada David Calder Scott Frandsen                     | Neuseeland Nathan Twaddle George Bridgewater                                    |
| 2012    | Neuseeland Eric Murray Hamish Bond                 | Frankreich Germain Chardin Dorian Mortelette           | Großbritannien George Nash William Satch                                        |
| 2016    | Neuseeland Eric Murray Hamish Bond                 | Südafrika Lawrence Brittain Shaun Keeling              | Italien Giovanni Abagnale Marco Di Costanzo                                     |
| 2020    | Kroatien Martin Sinković Valent Sinković           | Rumänien Marius-Vasile Cozmiuc Ciprian Tudosă          | Dänemark Frederic Vystavel Joachim Sutton                                       |
| 2024    | Kroatien Martin Sinković Valent Sinković           | Großbritannien Thomas George Oliver Wynne-Griffith     | Schweiz Roman Röösli Andrin Gulich                                              |

### Doppelvierer
| Olympia | Gold                                                                             | Silber                                                                              | Bronze                                                                          |
| ------- | -------------------------------------------------------------------------------- | ----------------------------------------------------------------------------------- | ------------------------------------------------------------------------------- |
| 1976    | DDR Wolfgang Güldenpfennig Rüdiger Reiche Karl-Heinz Bußert Michael Wolfgramm    | Sowjetunion Jewgeni Dulejew Juri Jakimow Aivars Lazdenieks Vytautas Butkus          | Tschechoslowakei Jaroslav Hellebrand Václav Vochoska Zdeněk Pecka Vladek Lacina |
| 1980    | DDR Frank Dundr Carsten Bunk Uwe Heppner Martin Winter                           | Sowjetunion Jurij Schapotschka Jewgeni Barbakow Waleri Kleschnjow Mykola Dowhan     | Bulgarien Mintscho Nikolow Ljubomir Petrow Iwo Russew Bogdan Dobrew             |
| 1984    | BR Deutschland Albert Hedderich Raimund Hörmann Dieter Wiedenmann Michael Dürsch | Australien Paul Reedy Gary Gullock Timothy McLaren Anthony Lovrich                  | Kanada Doug Hamilton Mike Hughes Phil Monckton Bruce Ford                       |
| 1988    | Italien Agostino Abbagnale Davide Tizzano Gianluca Farina Piero Poli             | Norwegen Alf Hansen Rolf Thorsen Lars Bjønness Vetle Vinje                          | DDR Jens Köppen Steffen Zühlke Steffen Bogs Heiko Habermann                     |
| 1992    | Deutschland André Willms Andreas Hajek Michael Steinbach Stephan Volkert         | Norwegen Kjetil Undset Per Sætersdal Lars Bjønness Rolf Thorsen                     | Italien Alessandro Corona Gianluca Farina Rossano Galtarossa Filippo Soffici    |
| 1996    | Deutschland André Steiner Stephan Volkert Andreas Hajek André Willms             | Vereinigte Staaten Tim Young Brian Jamieson Eric Mueller Jason Gailes               | Australien Janusz Hooker Duncan Free Ronald Snook Boden Hanson                  |
| 2000    | Italien Agostino Abbagnale Alessio Sartori Rossano Galtarossa Simone Raineri     | Niederlande Jochem Verberne Dirk Lippits Diederik Simon Michiel Bartman             | Deutschland Marco Geisler Andreas Hajek Stephan Volkert André Willms            |
| 2004    | Russland Nikolai Spinjow Igor Krawzow Alexei Swirin Sergei Fedorowzew            | Tschechien David Kopřiva Tomáš Karas Jakub Hanák David Jirka                        | Ukraine Serhij Hryn Serhij Bilouschtschenko Oleh Lykow Leonid Schaposchnykow    |
| 2008    | Polen Michał Jeliński Marek Kolbowicz Adam Korol Konrad Wasielewski              | Italien Luca Agamennoni Rossano Galtarossa Simone Raineri Simone Venier             | Frankreich Julien Bahain Cédric Berrest Jonathan Coeffic Pierre-Jean Peltier    |
| 2012    | Deutschland Karl Schulze Philipp Wende Lauritz Schoof Tim Grohmann               | Kroatien David Šain Martin Sinković Damir Martin Valent Sinković                    | Australien Karsten Forsterling James McRae Christopher Morgan Daniel Noonan     |
| 2016    | Deutschland Hans Gruhne Lauritz Schoof Karl Schulze Philipp Wende                | Australien Alexander Belonogoff Karsten Forsterling Cameron Girdlestone James McRae | Estland Tõnu Endrekson Andrei Jämsä Allar Raja Kaspar Taimsoo                   |
| 2020    | Niederlande Koen Metsemakers Dirk Uittenbogaard Tone Wieten Abe Wiersma          | Großbritannien Thomas Barras Jack Beaumont Angus Groom Harry Leask                  | Australien Caleb Antill Jack Cleary Cameron Girdlestone Luke Letcher            |
| 2024    | Niederlande Finn Florijn Koen Metsemakers Lennart van Lierop Tone Wieten         | Italien Luca Chiumento Giacomo Gentili Andrea Panizza Luca Rambaldi                 | Polen Fabian Barański Mateusz Biskup Dominik Czaja Mirosław Ziętarski           |

### Vierer ohne Steuermann
| Olympia | Gold                                                                                 | Silber                                                                             | Bronze |
| ------- | ------------------------------------------------------------------------------------ | ---------------------------------------------------------------------------------- | --- |
| 1904    | Vereinigte Staaten Arthur Stockhoff August Erker George Dietz Albert Nasse           | Vereinigte Staaten Frederick Suerig Martin Formanack Charles Aman Michael Begley   | Vereinigte Staaten Gus Voerg John Freitag Lou Heim Frank Dummerth                                                                       |
| 1908    | Großbritannien Collier Cudmore James Angus Gillan Duncan Mackinnon John Somers-Smith | Großbritannien Philip Filleul Harold Barker John Fenning Gordon Thomson            | Kanada Gordon Balfour Becher Gale Charles Riddy Geoffrey Taylor Niederlande Hermannus Höfte Albertus Wielsma Johan Burk Bernardus Croon |
| 1924    | Großbritannien Charles Eley James MacNabb Robert Morrison Terence Sanders            | Kanada Archibald Black George MacKay Colin Finlayson William Wood                  | Schweiz Émile Albrecht Alfred Probst Eugen Sigg Hans Walter                                                                             |
| 1928    | Großbritannien John Lander Michael Warriner Richard Beesly Edward Bevan              | Vereinigte Staaten Charles Karle William Miller George Healis Ernest Bayer         | Italien Cesare Rossi Pietro Freschi Umberto Bonadè Paolo Gennari                                                                        |
| 1932    | Großbritannien John Badcock Hugh Edwards Jack Beresford Rowland George               | Deutsches Reich Karl Aletter Ernst Gaber Walter Flinsch Hans Maier                 | Italien Antonio Ghiardello Francesco Cossu Giliante D’Este Antonio Provenzani                                                           |
| 1936    | Deutsches Reich Rudolf Eckstein Anton Rom Martin Karl Wilhelm Menne                  | Großbritannien Thomas Bristow Alan Barrett Peter Jackson John Sturrock             | Schweiz Hermann Betschart Hans Homberger Alex Homberger Karl Schmid                                                                     |
| 1948    | Italien Giuseppe Moioli Elio Morille Giovanni Invernizzi Franco Faggi                | Dänemark Helge Halkjær Aksel Bonde Helge Muxoll Schrøder Ib Storm Larsen           | Vereinigte Staaten Frederick Kingsbury Stuart Griffing Gregory Gates Robert Perew                                                       |
| 1952    | Jugoslawien Duje Bonačić Velimir Valenta Mate Trojanović Petar Šegvić                | Frankreich Pierre Blondiaux Jacques Guissart Marc Bouissou Roger Gautier           | Finnland Veikko Lommi Kauko Wahlsten Oiva Lommi Lauri Nevalainen                                                                        |
| 1956    | Kanada Archibald MacKinnon Lorne Loomer Walter D’Hondt Donald Arnold                 | Vereinigte Staaten John Welchli John McKinlay Arthur McKinlay James McIntosh       | Frankreich René Guissart Yves Delacour Gaston Mercier Guy Guillabert                                                                    |
| 1960    | Vereinigte Staaten Arthur Ayrault Ted Nash John Sayre Richard Wailes                 | Italien Tullio Baraglia Renato Bosatta Giancarlo Crosta Giuseppe Galante           | Sowjetunion Igor Achremtschik Juri Batschurow Walentin Morkowkin Anatoli Tarabrin                                                       |
| 1964    | Dänemark John Hansen Bjørn Hasløv Erik Petersen Kurt Helmudt                         | Großbritannien John Russell Hugh Wardell-Yerburgh William L. Barry John James      | Vereinigte Staaten Geoffrey Picard Richard Lyon Theodore Mittet Ted Nash                                                                |
| 1968    | DDR Frank Forberger Frank Rühle Dieter Grahn Dieter Schubert                         | Ungarn Zoltán Melis György Sarlós József Csermely Antal Melis                      | Italien Renato Bosatta Pier Angelo Conti-Manzini Tullio Baraglia Abramo Albini                                                          |
| 1972    | DDR Frank Forberger Frank Rühle Dieter Grahn Dieter Schubert                         | Neuseeland Richard Tonks Dudley Storey Ross Collinge Noel Mills                    | BR Deutschland Joachim Ehrig Peter Funnekötter Franz Held Wolfgang Plottke                                                              |
| 1976    | DDR Siegfried Brietzke Andreas Decker Stefan Semmler Wolfgang Mager                  | Norwegen Ole Nafstad Arne Bergodd Finn Tveter Rolf Andreassen                      | Sowjetunion Raul Arnemann Nikolai Kusnezow Waleri Dolinin Anuschawan Gassan-Dschalalow                                                  |
| 1980    | DDR Jürgen Thiele Andreas Decker Stefan Semmler Siegfried Brietzke                   | Sowjetunion Alexei Kamkin Waleri Dolinin Alexander Kulagin Witali Jelissejew       | Großbritannien John Beattie Ian McNuff David Townsend Martin Cross                                                                      |
| 1984    | Neuseeland Leslie O’Connell Shane O’Brien Conrad Robertson Keith Trask               | Vereinigte Staaten David Clark Jon Smith Philip Stekl Alan Forney                  | Dänemark Michael Jessen Lars Nielsen Per Rasmussen Erik Christiansen                                                                    |
| 1988    | DDR Roland Schröder Thomas Greiner Ralf Brudel Olaf Förster                          | Vereinigte Staaten Raoul Rodriguez Thomas Bohrer Richard Kennelly David Krmpotich  | BR Deutschland Norbert Keßlau Volker Grabow Jörg Puttlitz Guido Grabow                                                                  |
| 1992    | Australien Andrew Cooper Nicholas Green Mike McKay James Tomkins                     | Vereinigte Staaten Jeffrey McLaughlin Douglas Burden Thomas Bohrer Patrick Manning | Slowenien Janez Klemenčič Sašo Mirjanič Milan Janša Sadik Mujkič                                                                        |
| 1996    | Australien Nicholas Green Drew Ginn James Tomkins Mike McKay                         | Frankreich Bertrand Vecten Olivier Moncelet Daniel Fauché Gilles Bosquet           | Großbritannien Rupert Obholzer Jonathan Searle Gregory Searle Timothy Foster                                                            |
| 2000    | Großbritannien James Cracknell Steven Redgrave Timothy Foster Matthew Pinsent        | Italien Valter Molea Riccardo Dei Rossi Lorenzo Carboncini Carlo Mornati           | Australien James Stewart Ben Dodwell Geoffrey Stewart Boden Hanson                                                                      |
| 2004    | Großbritannien Steve Williams James Cracknell Ed Coode Matthew Pinsent               | Kanada Cameron Baerg Thomas Herschmiller Jake Wetzel Barney Williams               | Italien Lorenzo Porzio Dario Dentale Luca Agamennoni Raffaello Leonardo                                                                 |
| 2008    | Großbritannien Tom James Peter Reed Andrew Triggs Hodge Steve Williams               | Australien James Marburg Cameron McKenzie-McHarg Francis Hegerty Matt Ryan         | Frankreich Germain Chardin Julien Desprès Dorian Mortelette Benjamin Rondeau                                                            |
| 2012    | Großbritannien Alex Gregory Peter Reed Tom James Andrew Triggs Hodge                 | Australien William Lockwood James Chapman Drew Ginn Joshua Dunkley-Smith           | Vereinigte Staaten Glenn Ochal Henrik Rummel Charles „Charlie“ Cole Scott Gault                                                         |
| 2016    | Großbritannien Alex Gregory Constantine Louloudis George Nash Mohamed Sbihi          | Australien Joshua Booth Joshua Dunkley-Smith Alexander Hill William Lockwood       | Italien Matteo Castaldo Matteo Lodo Domenico Montrone Giuseppe Vicino                                                                   |
| 2020    | Australien Alexander Purnell Spencer Turrin Jack Hargreaves Alexander Hill           | Rumänien Mihăiță Țigănescu Mugurel Semciuc Ștefan Berariu Cosmin Pascari           | Italien Matteo Castaldo Marco Di Costanzo Matteo Lodo Giuseppe Vicino                                                                   |
| 2024    | Vereinigte Staaten Nick Mead Justin Best Michael Grady Liam Corrigan                 | Australien Oliver Maclean Logan Ullrich Tom Murray Matt Macdonald                  | Großbritannien Oliver Wilkes David Ambler Matt Aldridge Freddie Davidson                                                                |

### Achter
S = Steuermann
| Olympia  | Gold | Silber | Bronze |
| -------- | --- | --- | --- |
| [1] 1900 | Vereinigte Staaten Edward Marsh, William Carr, Harry DeBaecke, John Exley, John Geiger, Edwin Hedley, James Juvenal, Roscoe Lockwood, Louis Abell (S)                                  | Belgien Oscar de Cock, Marcel Van Crombrugge, Jules De Bisschop, Prosper Bruggeman, Maurice Hemelsoet, Frank Odberg, Oscar Dessomville, Maurice Verdonck, Alfred van Landeghem (S) | Niederlande François Brandt, Johannes van Dijk, Roelof Klein, Ruurd Leegstra, Walter Middelberg, Hendrik Offerhaus, Walter Thijssen, Henricus Tromp, Hermanus Brockmann (S) |
| 1904     | Vereinigte Staaten Frederick Cresser, Michael Gleason, Frank Schell, James Flanagan, Charles Armstrong, Harry Lott, Joseph Dempsey, John Exley, Louis Abell (S)                        | Kanada Alan Bailey, John Rice, George Reiffenstein, Phil Boyd, George Strange, William Wadsworth, Donald MacKenzie, Joseph Wright, Thomas Loudon (S)                               | nicht vergeben |
| 1908     | Großbritannien Albert Gladstone, Frederick Kelly, Banner Johnstone, Guy Nickalls, Charles Burnell, Ronald Sanderson, Raymond Etherington-Smith, Henry Bucknall, Gilchrist Maclagan (S) | Belgien Oscar Taelman, Marcel Morimont, Rémy Orban, Georges Mys, François Vergucht, Polydore Veirman, Oscar de Somville, Rodolphe Poma, Alfred van Landeghem (S)                   | Kanada Irvine Robertson, George Wright, Julius Thomson, Walter Lewis, Gordon Balfour, Becher Gale, Charles Riddy, Geoffrey Taylor, Douglas Kertland (S) Großbritannien Frank Jerwood, Eric Walter Powell, Oswald Carver, Edward Williams, Henry Goldsmith, Harold Kitching, John Burn, Douglas Stuart, Richard Boyle (S) |
| 1912     | Großbritannien Edgar Burgess, Sidney Swann, Leslie Wormwald, Ewart Horsfall, James Angus Gillan, Arthur Garton, Alister Kirby, Philip Fleming, Henry Wells (S)                         | Großbritannien William Fison, William Parker, Thomas Gillespie, Beaufort Burdekin, Frederick Pitman, Arthur Wiggins, Charles Littlejohn, Robert Bourne, John Walker (S)            | Deutsches Reich Otto Liebing, Max Bröske, Max Vetter, Willi Bartholomae, Fritz Bartholomae, Werner Dehn, Rudolf Reichelt, Hans Matthiae, Kurt Runge (S) |
| 1920     | Vereinigte Staaten Virgil Jacomini, Edwin Graves, William Jordan, Edward Moore, Alden Sanborn, Donald Johnston, Vincent Gallagher, Clyde King, Sherman Clark (S)                       | Großbritannien Ewart Horsfall, Guy Oliver Nickalls, Richard Lucas, Walter James, John Alan Campbell, Sebastian Earl, Ralph Shove, Sidney Swann, Robin Johnstone (S)                | Norwegen Theodor Nag, Conrad Olsen, Adolf Nilsen, Håkon Ellingsen, Thore Michelsen, Arne Mortensen, Karl Nag, Tollef Tollefsen, Thoralf Hagen (S) |
| 1924     | Vereinigte Staaten Leonard Carpenter, Howard Kingsbury, Alfred Lindley, John Miller, James Rockefeller, Frederick Sheffield, Benjamin Spock, Alfred Wilson, Laurence Stoddard (S)      | Kanada Arthur Bell, Robert Sinclair Hunter, William Langford, Harold Little, John David Smith, Warren Snyder, Norman Taylor, William Lawrence Wallace, Ivor Campbell (S)           | Italien Antonio Cattalinich, Francesco Cattalinich, Simeone Cattalinich, Giuseppe Crivelli, Latino Galasso, Pietro Ivanov, Bruno Sorich, Carlo Toniatti, Vittorio Gliubich (S) |
| 1928     | Vereinigte Staaten Marvin Stalder, John Brinck, Francis Frederick, William Thompson, William Dally, James Workman, Hubert Caldwell, Peter Donlon, Donald Blessing (S)                  | Großbritannien Jamie Hamilton, Guy Oliver Nickalls, John Badcock, Donald Gollan, Harold Lane, Gordon Killick, Jack Beresford, Harold West, Arthur Sulley (S)                       | Kanada Frederick Hedges, Frank Fiddes, John Hand, Herbert Richardson, Jack Murdoch, Athol Meech, Edgar Norris, William Ross, John Donnelly (S) |
| 1932     | Vereinigte Staaten Edwin Salisbury, James Blair, Duncan Gregg, David Dunlap, Burton Jastram, Charles Chandler, Harold Tower, Winslow Hall, Norris Graham (S)                           | Italien Vittorio Cioni, Mario Balleri, Renato Bracci, Dino Barsotti, Roberto Vestrini, Guglielmo Del Bimbo, Enrico Garzelli, Renato Barbieri, Cesare Milani (S)                    | Kanada Earl Eastwood, Joseph Harris, Stanley Stanyar, Harry Fry, Cedric Liddell, William Thoburn, Donald Boal, Albert Taylor, George MacDonald (S) |
| 1936     | Vereinigte Staaten Herbert Morris, Charles Day, Gordon Adam, John White, Jim McMillin, George Hunt, Joseph Rantz, Donald Hume, Robert Moch (S)                                         | Italien Guglielmo Del Bimbo, Dino Barsotti, Oreste Grossi, Enzo Bartolini, Mario Checcacci, Dante Secchi, Ottorino Quaglierini, Enrico Garzelli, Cesare Milani (S)                 | Deutsches Reich Alfred Rieck, Helmut Radach, Hans Kuschke, Heinz Kaufmann, Gerd Völs, Werner Loeckle, Hans-Joachim Hannemann, Herbert Schmidt, Wilhelm Mahlow (S) |
| 1948     | Vereinigte Staaten Ian Turner, David Turner, James Hardy, George Ahlgren, Lloyd Butler, David Brown, Justus Smith, John Stack, Ralph Purchase (S)                                      | Großbritannien Christopher Barton, Michael Lapage, Guy Richardson, Ernest Bircher, Paul Massey, Charles Lloyd, David Meyrick, Alfred Mellows, Jack Dearlove (S)                    | Norwegen Kristoffer Lepsøe, Thorstein Kråkenes, Hans Hansen, Halfdan Gran-Olsen, Harald Kråkenes, Leif Næss, Thor Pedersen, Carl Monssen, Sigurd Monssen (S) |
| 1952     | Vereinigte Staaten Frank Shakespeare, William Fields, James Dunbar, Richard Murphy, Robert Detweiler, Henry Proctor, Wayne Frye, Edward Stevens, Charles Manring (S)                   | Sowjetunion Jewgeni Brago, Wladimir Rodimuschkin, Alexei Komarow, Igor Borissow, Slawa Amiragow, Leonid Gissen, Jewgeni Samsonow, Wladimir Krjukow, Igor Poljakow (S)              | Australien Robert Tinning, Ernest Chapman, Nimrod Greenwood, David Anderson, Geoff Williamson, Mervyn Finlay, Edward Pain, Phillip Cayzer, Tom Chessell (S) |
| 1956     | Vereinigte Staaten Thomas Charlton, David Wight, John Cooke, Donald Beer, Caldwell Esselstyn, Charles Grimes, Richard Wailes, Robert Morey, William Becklean (S)                       | Kanada Philip Kueber, Richard McClure, Robert Wilson, David Helliwell, Donald Pretty, William McKerlich, Douglas McDonald, Lawrence West, Carlton Ogawa (S)                        | Australien Michael Aikman, David Boykett, Fred Benfield, James Howden, Garth Manton, Walter Howell, Adrian Monger, Brian Doyle, Harold Hewitt (S) |
| 1960     | Deutschland Klaus Bittner, Karl-Heinz Hopp, Hans Lenk, Manfred Rulffs, Frank Schepke, Kraft Schepke, Walter Schröder, Karl-Heinrich von Groddeck, Willi Padge (S)                      | Kanada Donald Arnold, Walter D’Hondt, Nelson Kuhn, John Lecky, David Anderson, Archibald MacKinnon, William McKerlich, Glen Mervyn, Sohen Biln (S)                                 | Tschechoslowakei Bohumil Janoušek, Jan Jindra, Jiří Lundák, Stanislav Lusk, Václav Pavkovič, Luděk Pojezný, Jan Švéda, Josef Věntus, Miroslav Koníček (S) |
| 1964     | Vereinigte Staaten Joseph Amlong, Thomas Amlong, Harold Budd, Emory Clark, Stanley Cwiklinski, Hugh Foley, William Knecht, William Stowe, Robert Zimonyi (S)                           | Deutschland Klaus Aeffke, Klaus Bittner, Karl-Heinrich von Groddeck, Hans-Jürgen Wallbrecht, Klaus Behrens, Jürgen Plagemann, Jürgen Schröder, Horst Meyer, Thomas Ahrens (S)      | Tschechoslowakei Petr Čermák, Jiří Lundák, Jan Mrvík, Július Toček, Josef Věntus, Luděk Pojezný, Bohumil Janoušek, Richard Nový, Miroslav Koníček (S) |
| 1968     | BR Deutschland Horst Meyer, Dirk Schreyer, Rüdiger Henning, Wolfgang Hottenrott, Lutz Ulbricht, Egbert Hirschfelder, Jörg Siebert, Niko Ott, Gunther Tiersch (S)                       | Australien Alfred Duval, David Douglas, Michael Morgan, John Ranch, Joseph Fazio, Gary Pearce, Peter Dickson, Robert Shirlaw, Alan Grover (S)                                      | Sowjetunion Zigmas Jukna, Antanas Bagdonavičius, Wolodymyr Sterlyk, Juozas Jagelavičius, Vytautas Briedis, Walentyn Krawtschuk, Alexander Martyschkin, Wiktor Suslin, Juri Lorenzson (S) |
| 1972     | Neuseeland Tony Hurt, Wybo Veldman, Dick Joyce, John Hunter, Lindsay Wilson, Athol Earl, Trevor Coker, Gary Robertson, Simon Dickie (S)                                                | Vereinigte Staaten Lawrence Terry, Franklin Hobbs, Peter Raymond, Timothy Mickelson, Eugene Clapp, William Hobbs, Cleve Livingston, Michael Livingston, Paul Hoffman (S)           | DDR Hans-Joachim Borzym, Jörg Landvoigt, Harold Dimke, Manfred Schneider, Hartmut Schreiber, Manfred Schmorde, Bernd Landvoigt, Heinrich Mederow, Dietmar Schwarz (S) |
| 1976     | DDR Bernd Baumgart, Gottfried Döhn, Werner Klatt, Roland Kostulski, Hans-Joachim Lück, Dieter Wendisch, Ulrich Karnatz, Karl-Heinz Prudöhl, Karl-Heinz Danielowski (S)                 | Großbritannien Richard Lester, John Yallop, Timothy Crooks, Hugh Matheson, David Maxwell, Jim Clark, Frederick Smallbone, Leonard Robertson, Patrick Sweeney (S)                   | Neuseeland Ivan Sutherland, Trevor Coker, Peter Dignan, Lindsay Wilson, Athol Earl, David Rodger, Alexander McLean, Tony Hurt, Simon Dickie (S) |
| 1980     | DDR Bernd Krauß, Hans-Peter Koppe, Ulrich Kons, Jörg Friedrich, Jens Doberschütz, Ulrich Karnatz, Uwe Dühring, Bernd Höing, Klaus-Dieter Ludwig (S)                                    | Großbritannien Duncan McDougall, Allan Whitwell, Henry Clay, Chris Mahoney, Andrew Justice, John Pritchard, Malcolm McGowan, Richard Stanhope, Colin Moynihan (S)                  | Sowjetunion Wiktor Kakoschyn, Andrij Tyschtschenko, Oleksandr Tkatschenko, Jonas Pinskus, Jonas Narmontas, Andrej Luhin, Oleksandr Manzewytsch, Igor Maistrenko, Hryhorij Dmytrenko (S) |
| 1984     | Kanada Blair Horn, Dean Crawford, Michael Evans, Paul Steele, Grant Main, Mark Evans, Kevin Neufeld, Patrick Turner, Brian McMahon (S)                                                 | Vereinigte Staaten Walter Lubsen, Andrew Sudduth, John Terwilliger, Christopher Penny, Thomas Darling, Fred Borchelt, Charles Clapp, Bruce Ibbetson, Robert Jaugstetter (S)        | Australien Craig Muller, Clyde Hefer, Samuel Patten, Tim Willoughby, Ian Edmunds, James Battersby, Ion Popa, Stephen Evans, Gavin Thredgold (S) |
| 1988     | BR Deutschland Thomas Möllenkamp, Matthias Mellinghaus, Armin Eichholz, Eckhard Schultz, Ansgar Wessling, Wolfgang Maennig, Bahne Rabe, Thomas Domian, Manfred Klein (S)               | Sowjetunion Wiktor Omeljanowytsch, Wassili Tichonow, Andrei Wassiljew, Pawlo Hurkowskyj, Mykola Komarow, Alexander Lukjanow, Weniamin But, Wiktor Diduk, Alexander Dumtschew (S)   | Vereinigte Staaten Michael Teti, Jon Smith, Edward Patton, John Rusher, Peter Nordell, Jeffrey McLaughlin, Douglas Burden, John Pescatore, Seth Bauer (S) |
| 1992     | Kanada Darren Barber, Andrew Crosby, Michael Forgeron, Robert Marland, John Wallace, Derek Porter, Michael Rascher, Bruce Robertson, Terrence Paul (S)                                 | Rumänien Iulică Ruican, Viorel Talapan, Vasile Năstase, Claudiu Marin, Dănuț Dobre, Valentin Robu, Vasile Măstăcan, Ioan Vizitiu, Marin Gheorghe (S)                               | Deutschland Roland Baar, Armin Eichholz, Detlef Kirchhoff, Manfred Klein (S), Bahne Rabe, Frank Richter, Hans Sennewald, Thorsten Streppelhoff, Ansgar Wessling |
| 1996     | Niederlande Koos Maasdijk, Ronald Florijn, Nico Rienks, Michiel Bartman, Henk-Jan Zwolle, Niels van der Zwan, Niels van Steenis, Diederik Simon, Jeroen Duyster (S)                    | Deutschland Mark Kleinschmidt, Detlef Kirchhoff, Wolfram Huhn, Roland Baar, Marc Weber, Ulrich Viefers, Peter Thiede (S), Thorsten Streppelhoff, Frank Richter                     | Russland Pawel Melnikow, Andrei Gluchow, Anton Tschermaschenzew, Alexander Lukjanow, Nikolai Aksjonow, Dmitri Rosinkewitsch, Sergei Matwejew, Roman Montschenko, Wladimir Wolodenkow (S) |
| 2000     | Großbritannien Andrew Lindsay, Ben Hunt-Davis, Simon Dennis, Louis Attrill, Luka Grubor, Kieran West, Fred Scarlett, Steve Trapmore, Rowley Douglas (S)                                | Australien Christian Ryan, Alastair Gordon, Nick Porzig, Robert Jahrling, Mike McKay, Stuart Welch, Daniel Burke, Jaime Fernandez, Brett Hayman (S)                                | Kroatien Igor Francetić, Tihomir Franković, Tomislav Smoljanović, Nikša Skelin, Siniša Skelin, Krešimir Čuljak, Igor Boraska, Branimir Vujević, Silvijo Petriško (S) |
| 2004     | Vereinigte Staaten Jason Read, Wyatt Allen, Christian Ahrens, Joseph Hansen, Matt Deakin, Daniel Beery, Beau Hoopman, Bryan Volpenhein, Pete Cipollone (S)                             | Niederlande Diederik Simon, Gijs Vermeulen, Jan-Willem Gabriëls, Daniel Mensch, Geert-Jan Derksen, Gerritjan Eggenkamp, Matthijs Vellenga, Michiel Bartman, Chun Wei Cheung (S)    | Australien Stefan Szczurowski, Stuart Reside, Stuart Welch, James Stewart, Geoffrey Stewart, Boden Hanson, Mike McKay, Stephen Stewart, Michael Toon (S) |
| 2008     | Kanada Andrew Byrnes, Kyle Hamilton, Malcolm Howard, Adam Kreek, Kevin Light, Ben Rutledge, Dominic Seiterle, Jake Wetzel, Brian Price (S)                                             | Großbritannien Richard Egington, Alastair Heathcote, Matt Langridge, Tom Lucy, Alex Partridge, Colin Smith, Tom Stallard, Josh West, Acer Nethercott (S)                           | Vereinigte Staaten Wyatt Allen, Micah Boyd, Steven Coppola, Beau Hoopman, Joshua Inman, Matt Schnobrich, Bryan Volpenhein, Daniel Walsh, Marcus McElhenney (S) |
| 2012     | Deutschland Filip Adamski, Andreas Kuffner, Eric Johannesen, Maximilian Reinelt, Richard Schmidt, Lukas Müller, Florian Mennigen, Kristof Wilke, Martin Sauer (S)                      | Kanada Gabriel Bergen, Douglas Csima, Rob Gibson, Conlin McCabe, Malcolm Howard, Andrew Byrnes, Jeremiah Brown, Will Crothers, Brian Price (S)                                     | Großbritannien Alex Partridge, James Foad, Tom Ransley, Richard Egington, Mohamed Sbihi, Gregory Searle, Matt Langridge, Constantine Louloudis, Phelan Hill (S) |
| 2016     | Großbritannien Paul Bennett, Scott Durant, Matthew Gotrel, Matt Langridge, Tom Ransley, Peter Reed, William Satch, Andrew Triggs Hodge, Phelan Hill (S)                                | Deutschland Felix Drahotta, Malte Jakschik, Eric Johannesen, Andreas Kuffner, Maximilian Munski, Hannes Ocik, Maximilian Reinelt, Richard Schmidt, Martin Sauer (S)                | Niederlande Kaj Hendriks, Robert Lücken, Boaz Meylink, Boudewijn Röell, Olivier Siegelaar, Dirk Uittenbogaard, Mechiel Versluis, Tone Wieten, Peter Wiersum (S) |
| 2020     | Neuseeland Tom Mackintosh, Hamish Bond, Thomas Murray, Michael Brake, Dan Williamson, Phillip Wilson, Shaun Kirkham, Matt Macdonald, Sam Bosworth (S)                                  | Deutschland Johannes Weißenfeld, Laurits Follert, Olaf Roggensack, Torben Johannesen, Jakob Schneider, Malte Jakschik, Richard Schmidt, Hannes Ocik, Martin Sauer (S)              | Großbritannien Josh Bugajski, Jacob Dawson, Thomas George, Mohamed Sbihi, Charles Elwes, Oliver Wynne-Griffith, James Rudkin, Thomas Ford, Henry Fieldman (S) |
| 2024     | Großbritannien Morgan Bolding, Sholto Carnegie, Jacob Dawson, Thomas Digby, Charles Elwes, Thomas Ford, Rory Gibbs, James Rudkin, Harry Brightmore (S)                                 | Niederlande Sander de Graaf, Ruben Knab, Mick Makker, Olav Molenaar, Ralf Rienks, Jacob van de Kerkhof, Jan van der Bij, Gert-Jan van Doorn, Dieuwke Fetter (S)                    | Vereinigte Staaten Christopher Carlson, Peter Chatain, Clark Dean, Henry Hollingsworth, Pieter Quinton, Evan Olson, Nicholas Rusher, Christian Tabash, Rielly Milne (S) |

### Leichtgewichts-Doppelzweier
| Olympia | Gold                                    | Silber                                              | Bronze                                                   |
| ------- | --------------------------------------- | --------------------------------------------------- | -------------------------------------------------------- |
| 1996    | Schweiz Michael Gier Markus Gier        | Niederlande Maarten van der Linden Pepijn Aardewijn | Australien Bruce Hick Anthony Edwards                    |
| 2000    | Polen Tomasz Kucharski Robert Sycz      | Italien Elia Luini Leonardo Pettinari               | Frankreich Pascal Touron Thibaud Chapelle                |
| 2004    | Polen Tomasz Kucharski Robert Sycz      | Frankreich Frédéric Dufour Pascal Touron            | Griechenland Vasileios Polymeros Nikolaos Skiathitis     |
| 2008    | Großbritannien Mark Hunter Zac Purchase | Griechenland Dimitrios Mougios Vasileios Polymeros  | Dänemark Rasmus Quist Mads Rasmussen                     |
| 2012    | Dänemark Mads Rasmussen Rasmus Quist    | Großbritannien Zac Purchase Mark Hunter             | Neuseeland Storm Uru Peter Taylor                        |
| 2016    | Frankreich Jérémie Azou Pierre Houin    | Irland Paul O’Donovan Gary O’Donovan                | Norwegen Kristoffer Brun Are Strandli                    |
| 2020    | Irland Fintan McCarthy Paul O’Donovan   | Deutschland Jonathan Rommelmann Jason Osborne       | Italien Stefano Oppo Pietro Ruta                         |
| 2024    | Irland Fintan McCarthy Paul O’Donovan   | Italien Stefano Oppo Gabriel Soares                 | Griechenland Petros Gkaidatzis Antonios Papakonstantinou |

## Nicht mehr ausgetragene Disziplinen

### Zweier mit Steuermann
S = Steuermann
| Olympia            | Gold                                                                                            | Silber                                                                       | Bronze                                                                 |
| ------------------ | ----------------------------------------------------------------------------------------------- | ---------------------------------------------------------------------------- | ---------------------------------------------------------------------- |
| [1] 1900           | Gemischte Mannschaft François Brandt Roelof Klein Hermanus Brockmann (S) unbekannter Steuermann | Frankreich Lucien Martinet René Waleff unbekannter Steuermann                | Frankreich Carlos Deltour Antoine Védrenne Raoul Paoli (S)             |
| [2] 1906 (1000 m)  | Italien Enrico Bruna Emilio Fontanella Giorgio Cesana (S)                                       | Italien Luigi Diana Francesco Civera Emilio Cesarana (S)                     | Frankreich Charles Delaporte Gaston Delaplane Marcel Frébourg (S)      |
| [2] 1906 (1 Meile) | Italien Enrico Bruna Emilio Fontanella Giorgio Cesana (S)                                       | Belgien Max Orban Rémy Orban Theophilos Psiliakos (S)                        | Frankreich Joseph Halcet Adolphe Bernard Jean-Baptiste Mathieu (S)     |
| 1920               | Italien Ercole Olgeni Giovanni Scatturin Guido De Filip (S)                                     | Frankreich Gabriel Poix Maurice Bouton Ernest Barberolle (S)                 | Schweiz Édouard Candeveau Alfred Felber Paul Piaget (S)                |
| 1924               | Schweiz Édouard Candeveau Alfred Felber Émile Lachapelle (S)                                    | Italien Ercole Olgeni Giovanni Scatturin Gino Sopracordevole (S)             | Vereinigte Staaten Leon Butler Harold Wilson Edward Jennings (S)       |
| 1928               | Schweiz Hans Schöchlin Karl Schöchlin Hans Bourquin (S)                                         | Frankreich Armand Marcelle Édouard Marcelle Henri Préaux (S)                 | Belgien Léon Flament François De Coninck Georges Anthony (S)           |
| 1932               | Vereinigte Staaten Joseph Schauers Charles Kieffer Edward Jennings (S)                          | Polen Jerzy Braun Janusz Ślązak Jerzy Skolimowski (S)                        | Frankreich Anselme Brusa André Giriat Pierre Brunet (S)                |
| 1936               | Deutsches Reich Gerhard Gustmann Herbert Adamski Dieter Arend (S)                               | Italien Almiro Bergamo Guido Santin Luciano Negrini (S)                      | Frankreich Marceau Fourcade Georges Tapie Noël Vandernotte (S)         |
| 1948               | Dänemark Finn Pedersen Tage Henriksen Carl-Ebbe Andersen (S)                                    | Italien Giovanni Steffè Aldo Tarlao Alberto Radi (S)                         | Ungarn Antal Szendey Béla Zsitnik Róbert Zimonyi (S)                   |
| 1952               | Frankreich Raymond Salles Gaston Mercier Bernard Malivoire (S)                                  | BR Deutschland Heinz Manchen Helmut Heinhold Helmut Noll (S)                 | Dänemark Svend Pedersen Poul Svendsen Jørgen Frantzen (S)              |
| 1956               | Vereinigte Staaten Arthur Ayrault Conn Findlay Kurt Seiffert (S)                                | Deutschland Karl-Heinrich von Groddeck Horst Arndt Rainer Borkowsky (S)      | Sowjetunion Igor Jemtschuk Georgi Schilin Wladimir Petrow (S)          |
| 1960               | Deutschland Bernhard Knubel Heinz Renneberg Klaus Zerta (S)                                     | Sowjetunion Antanas Bagdonavičius Zigmas Jukna Igor Rudakow (S)              | Vereinigte Staaten Richard Draeger Conn Findlay Kent Mitchell (S)      |
| 1964               | Vereinigte Staaten Edward Ferry Conn Findlay Kent Mitchell (S)                                  | Frankreich Jacques Morel Georges Morel Jean-Claude Darouy (S)                | Niederlande Jan Justus Bos Herman Rouwé Erik Hartsuiker (S)            |
| 1968               | Italien Primo Baran Renzo Sambo Bruno Cipolla (S)                                               | Niederlande Herman Suselbeek Hadriaan van Nes Roderick Rijnders (S)          | Dänemark Jørn Krab Harry Jørgensen Preben Krab (S)                     |
| 1972               | DDR Wolfgang Gunkel Jörg Lucke Klaus-Dieter Neubert (S)                                         | Tschechoslowakei Oldřich Svojanovský Pavel Svojanovský Vladimír Petříček (S) | Rumänien Ștefan Tudor Petre Ceapura Ladislau Lovrenschi (S)            |
| 1976               | DDR Harald Jährling Friedrich-Wilhelm Ulrich Georg Spohr (S)                                    | Sowjetunion Dmitri Bechterew Juri Schurkalow Juri Lorenzson (S)              | Tschechoslowakei Oldřich Svojanovský Pavel Svojanovský Ludvík Vébr (S) |
| 1980               | DDR Harald Jährling Friedrich-Wilhelm Ulrich Georg Spohr (S)                                    | Sowjetunion Wiktor Perewersew Gennadi Krjutschkin Alexander Lukjanow (S)     | Jugoslawien Duško Mrduljaš Zlatko Celent Josip Reić (S)                |
| 1984               | Italien Carmine Abbagnale Giuseppe Abbagnale Giuseppe Di Capua (S)                              | Rumänien Dimitrie Popescu Vasile Tomoiagă Dumitru Răducanu (S)               | Vereinigte Staaten Kevin Still Robert Espeseth Douglas Herland (S)     |
| 1988               | Italien Carmine Abbagnale Giuseppe Abbagnale Giuseppe Di Capua (S)                              | DDR Mario Streit Detlef Kirchhoff René Rensch (S)                            | Großbritannien Andrew Holmes Steven Redgrave Patrick Sweeney (S)       |
| 1992               | Großbritannien Jonathan Searle Gregory Searle Garry Herbert (S)                                 | Italien Carmine Abbagnale Giuseppe Abbagnale Giuseppe Di Capua (S)           | Rumänien Dimitrie Popescu Dumitru Răducanu Nicolae Țaga (S)            |

### Vierer mit Steuermann
S = Steuermann
| Olympia  | Gold | Silber                                                                                              | Bronze |
| -------- | --- | --------------------------------------------------------------------------------------------------- | --- |
| [2] 1900 | Frankreich Henri Bouckaert Jean Cau Émile Delchambre Henri Hazebrouck Charlot (S)                        | Frankreich Georges Lumpp Charles Perrin Daniel Soubeyran Émile Wegelin unbekannter Steuermann       | Deutsches Reich Wilhelm Carstens Julius Körner Adolf Möller Hugo Rüster Egmont Zahn (S)                      |
| [2] 1900 | Deutsches Reich Gustav Goßler Oscar Goßler Walther Katzenstein Waldemar Tietgens Carl Goßler (S)         | Niederlande Coenraad Hiebendaal Geert Lotsij Paul Lotsij Johannes Terwogt Hermanus Brockmann (S)    | Deutsches Reich Ernst Felle Otto Fickeisen Carl Lehle Hermann Wilker Franz Kröwerath (S)                     |
| [2] 1906 | Italien Enrico Bruna Emilio Fontanella Riccardo Zardinoni Giuseppe Poli Giorgio Cesana (S)               | Frankreich Gaston Delaplane Léon Delignières Charles Delaporte Paul Échard Marcel Frébourg (S)      | Frankreich Joseph Halcet Pierre Sourbé Adolphe Bernard Jean-Baptist Laporte Jean-Baptiste Mathieu (S)        |
| 1912     | Deutsches Reich Albert Arnheiter Hermann Wilker Rudolf Fickeisen Otto Fickeisen Otto Maier (S)           | Großbritannien Julius Beresford Karl Vernon Charles Rought Bruce Logan Geoffrey Carr (S)            | Dänemark Erik Bisgaard Rasmus Frandsen Mikael Simonsen Poul Thymann Ejgil Clemmensen (S)                     |
| 1920     | Schweiz Willy Brüderlin Max Rudolf Paul Rudolf Hans Walter Paul Staub (S)                                | Vereinigte Staaten Kenneth Myers Carl Klose Franz Federschmidt Erich Federschmidt Sherman Clark (S) | Norwegen Birger Var Theodor Klem Henry Larsen Per Gulbrandsen Thoralf Hagen (S)                              |
| 1924     | Schweiz Émile Albrecht Alfred Probst Eugen Sigg Hans Walter Émile Lachapelle (S)                         | Frankreich Eugène Constant Louis Gressier Georges Lecointe Raymond Talleux Marcel Lepan (S)         | Vereinigte Staaten Robert Gerhardt Sid Jelinek Edward Mitchell Henry Welsford John Kennedy (S)               |
| 1928     | Italien Valerio Perentin Giliante D’Este Nicolò Vittori Giovanni Delise Renato Petronio (S)              | Schweiz Ernst Haas Joseph Meyer Otto Bucher Karl Schwegler Fritz Bösch (S)                          | Polen Franciszek Bronikowski Edmund Jankowski Leon Birkholc Bernard Ormanowski Bolesław Drewek (S)           |
| 1932     | Deutsches Reich Hans Eller Horst Hoeck Walter Meyer Joachim Spremberg Carlheinz Neumann (S)              | Italien Bruno Vattovaz Giovanni Plazzer Riccardo Divora Bruno Parovel Giovanni Scher (S)            | Polen Jerzy Braun Janusz Ślązak Stanisław Urban Edward Kobyliński Jerzy Skolimowski (S)                      |
| 1936     | Deutsches Reich Hans Maier Walter Volle Ernst Gaber Paul Söllner Fritz Bauer (S)                         | Schweiz Hermann Betschart Hans Homberger Alex Homberger Karl Schmid Rolf Spring (S)                 | Frankreich Fernand Vandernotte Marcel Vandernotte Jean Cosmat Marcel Chauvigné Noël Vandernotte (S)          |
| 1948     | Vereinigte Staaten Warren Westlund Robert Martin Bob Will Gordon Giovanelli Allen Morgan (S)             | Schweiz Rudolf Reichling Erich Schriever Émile Knecht Peter Stebler André Moccand (S)               | Dänemark Erik Larsen Børge Raahauge Nielsen Henry Larsen Harry Knudsen Ib Olsen (S)                          |
| 1952     | Tschechoslowakei Karel Mejta senior Jiří Havlis Jan Jindra Stanislav Lusk Miroslav Koranda (S)           | Schweiz Enrico Bianchi Karl Weidmann Heinrich Scheller Émile Ess Walter Leiser (S)                  | Vereinigte Staaten Carl Lovsted Alvin Ulbrickson Richard Wahlstrom Matthew Leanderson Albert Rossi (S)       |
| 1956     | Italien Alberto Winkler Romano Sgheiz Angelo Vanzin Franco Trincavelli Ivo Stefanoni (S)                 | Schweden Olof Larsson Gösta Eriksson Ivar Aronsson Evert Gunnarsson Bertil Göransson (S)            | Finnland Kauko Hänninen Reino Poutanen Veli Lehtelä Toimi Pitkänen Matti Niemi (S)                           |
| 1960     | Deutschland Gerd Cintl Horst Effertz Klaus Riekemann Jürgen Litz Michael Obst (S)                        | Frankreich Robert Dumontois Claude Martin Jacques Morel Guy Nosbaum Jean Klein (S)                  | Italien Fulvio Balatti Romano Sgheiz Franco Trincavelli Giovanni Zucchi Ivo Stefanoni (S)                    |
| 1964     | Deutschland Peter Neusel Bernhard Britting Joachim Werner Egbert Hirschfelder Jürgen Oelke (S)           | Italien Renato Bosatta Emilio Trivini Giuseppe Galante Franco De Pedrina Giovanni Spinola (S)       | Niederlande Alex Mullink Jan van de Graaff Frederik van de Graaff Robert van de Graaf Marius Klumperbeek (S) |
| 1968     | Neuseeland Dick Joyce Ross Collinge Dudley Storey Warren Cole Simon Dickie (S)                           | DDR Peter Kremtz Roland Göhler Klaus Jacob Manfred Gelpke Dieter Semetzky (S)                       | Schweiz Denis Oswald Peter Bolliger Hugo Waser Jakob Grob Gottlieb Fröhlich (S)                              |
| 1972     | BR Deutschland Peter Berger Hans-Johann Färber Gerhard Auer Alois Bierl Uwe Benter (S)                   | DDR Dietrich Zander Reinhard Gust Eckhard Martens Rolf Jobst Klaus-Dieter Ludwig (S)                | Tschechoslowakei Otakar Mareček Karel Neffe Vladimír Jánoš František Provazník Vladimír Petříček (S)         |
| 1976     | Sowjetunion Wladimir Jeschinow Nikolai Iwanow Michail Kusnezow Alexander Klepikow Alexander Lukjanow (S) | DDR Andreas Schulz Rüdiger Kunze Walter Dießner Ullrich Dießner Johannes Thomas (S)                 | BR Deutschland Hans-Johann Färber Ralph Kubail Siegfried Fricke Peter Niehusen Hartmut Wenzel (S)            |
| 1980     | DDR Dieter Wendisch Ullrich Dießner Walter Dießner Gottfried Döhn Andreas Gregor (S)                     | Sowjetunion Artūrs Garonskis Dimants Krišjānis Dzintars Krišjānis Žoržs Tikmers Juris Bērziņš (S)   | Polen Grzegorz Stellak Adam Tomasiak Grzegorz Nowak Ryszard Stadniuk Ryszard Kubiak (S)                      |
| 1984     | Großbritannien Martin Cross Richard Budgett Andrew Holmes Steven Redgrave Adrian Ellison (S)             | Vereinigte Staaten Thomas Kiefer Gregory Springer Michael Bach Edward Ives John Stillings (S)       | Neuseeland Kevin Lawton Donald Symon Barrie Mabbott Ross Tong Brett Hollister (S)                            |
| 1988     | DDR Bernd Niesecke Hendrik Reiher (S) Karsten Schmeling Bernd Eichwurzel Frank Klawonn                   | Rumänien Dimitrie Popescu Ioan Șnep Vasile Tomoiagă Ladislau Lovrenschi Valentin Robu (S)           | Neuseeland Christopher White Ian Wright Andrew Bird Gregory Johnston George Keys (S)                         |
| 1992     | Rumänien Iulică Ruican Viorel Talapan Dimitrie Popescu Dumitru Răducanu Nicolae Țaga (S)                 | Deutschland Ralf Brudel Uwe Kellner Thoralf Peters Karsten Finger Hendrik Reiher (S)                | Polen Wojciech Jankowski Maciej Łasicki Jacek Streich Tomasz Tomiak Michał Cieślak (S)                       |

### Vierer mit Steuermann (Dollengigs)
S = Steuermann
| Olympia | Gold                                                                            | Silber                                                                                     | Bronze                                                                               |
| ------- | ------------------------------------------------------------------------------- | ------------------------------------------------------------------------------------------ | ------------------------------------------------------------------------------------ |
| 1912    | Dänemark Ejler Allert Jørgen Hansen Carl Møller Carl Pedersen Poul Hartmann (S) | Schweden Ture Rosvall William Bruhn-Möller Conrad Brunkman Herman Dahlbäck Leo Wilkens (S) | Norwegen Claus Høyer Reidar Holter Magnus Herseth Frithjof Olstad Olav Bjørnstad (S) |

### Sechser mit Steuermann
S = Steuermann
| Olympia  | Gold | Silber | Bronze |
| -------- | --- | --- | --- |
| [2] 1906 | Italien P. Toio, Angelo Formaciari, G. Tarantino, Giuseppe Russo, R. Taormina, E. Bellotti, Giovanni Tanio (S) | Griechenland Demetrios Ntais, Paulos Kypraios, Demetrios Balourdos, Nikolaos Dekabalas, Nikolaos Karsoubas, Spyros Vesalas, Konstantios Misongogginis (S) | Griechenland Dionysos Christeas, Demetrios Gkrous, Georgias Maroulis, Nikolaos Photinakis, P. Lombardos, Demetrios Souranis, Petros Mexis (S) |

### Sechzehner mit Steuermann
S = Steuermann
| Olympia  | Gold | Silber | Bronze |
| -------- | --- | --- | --- |
| [2] 1906 | Griechenland Isidoros Michas, Ioannis Georgas, Michail Sokos, Ioannis Agrimis, Argos Mylonas, Demetrios Kakousis, Ioannis Loukas, Paulos Kangiotzis, Ioannis Laphiotis, Michail Mouratis, Christos Tsirigontakis, Angelos Dribas, Konstantinos Kephalas, Ioannis Kaisareus, Ioannis Pilouris, Demetrios Piaditis, Petros Velliotis (S) | Griechenland Ioannis Tsirakis, Michail Katsoulis, Konstantinos Niotis, N. Stergiou, Ioannis Papapanagiotou, Ioannis Dolas, Petros Pterneas, Georgios Nikoloutsos, Ioannis Gripaios, Stamotios Diomataras, Evangelos Chaldaios, Ioannis Phasilis, Konstantinos Papagiannoulis, S. Lemonis, Evangelos Kanakaris, Xenophon Stellas, Ioannis Milakas (S) | Italien Antonio Mautrere, Angelo Sartini, F. Pieraccini, Angelo Buoni, Augusto Graffigna, P. Oddone, Alberto Ruggia, S. Messina, Ezio Germignani, G. Cingottu, Sebastiano Randazzo, G. Pizzo, Alp. Nordio, L. Frediana, G. Zannino, F. Mennella, E. Rossi (S) |

### Leichtgewichts-Vierer ohne Steuermann
| Olympia | Gold                                                                        | Silber                                                                     | Bronze                                                                              |
| ------- | --------------------------------------------------------------------------- | -------------------------------------------------------------------------- | ----------------------------------------------------------------------------------- |
| 1996    | Dänemark Victor Feddersen Niels Henriksen Thomas Poulsen Eskild Ebbesen     | Kanada Brian Peaker Jeffrey Lay Dave Boyes Gavin Hassett                   | Vereinigte Staaten Marc Schneider Jeffrey Pfaendtner David Collins William Carlucci |
| 2000    | Frankreich Laurent Porchier Jean-Christophe Bette Yves Hocdé Xavier Dorfman | Australien Simon Burgess Anthony Edwards Darren Balmforth Robert Richards  | Dänemark Søren Madsen Thomas Ebert Eskild Ebbesen Victor Feddersen                  |
| 2004    | Dänemark Thor Kristensen Thomas Ebert Stephan Mølvig Eskild Ebbesen         | Australien Glen Loftus Anthony Edwards Benjamin Cureton Simon Burgess      | Italien Lorenzo Bertini Catello Amarante Salvatore Amitrano Bruno Mascarenhas       |
| 2008    | Dänemark Mads Kruse Andersen Eskild Ebbesen Thomas Ebert Morten Jørgensen   | Polen Miłosz Bernatajtys Bartłomiej Pawełczak Łukasz Pawłowski Paweł Rańda | Kanada Jon Beare Iain Brambell Mike Lewis Liam Parsons                              |
| 2012    | Südafrika James Thompson Matthew Brittain John Smith Sizwe Ndlovu           | Großbritannien Peter Chambers Rob Williams Richard Chambers Chris Bartley  | Dänemark Kasper Winther Morten Jørgensen Jacob Barsøe Eskild Ebbesen                |
| 2016    | Schweiz Mario Gyr Simon Niepmann Simon Schürch Lucas Tramèr                 | Dänemark Jacob Barsøe Morten Jørgensen Kasper Winther Jacob Larsen         | Frankreich Thomas Baroukh Thibault Colard Guillaume Raineau Franck Solforosi        |